# Moritz Kellerhoven

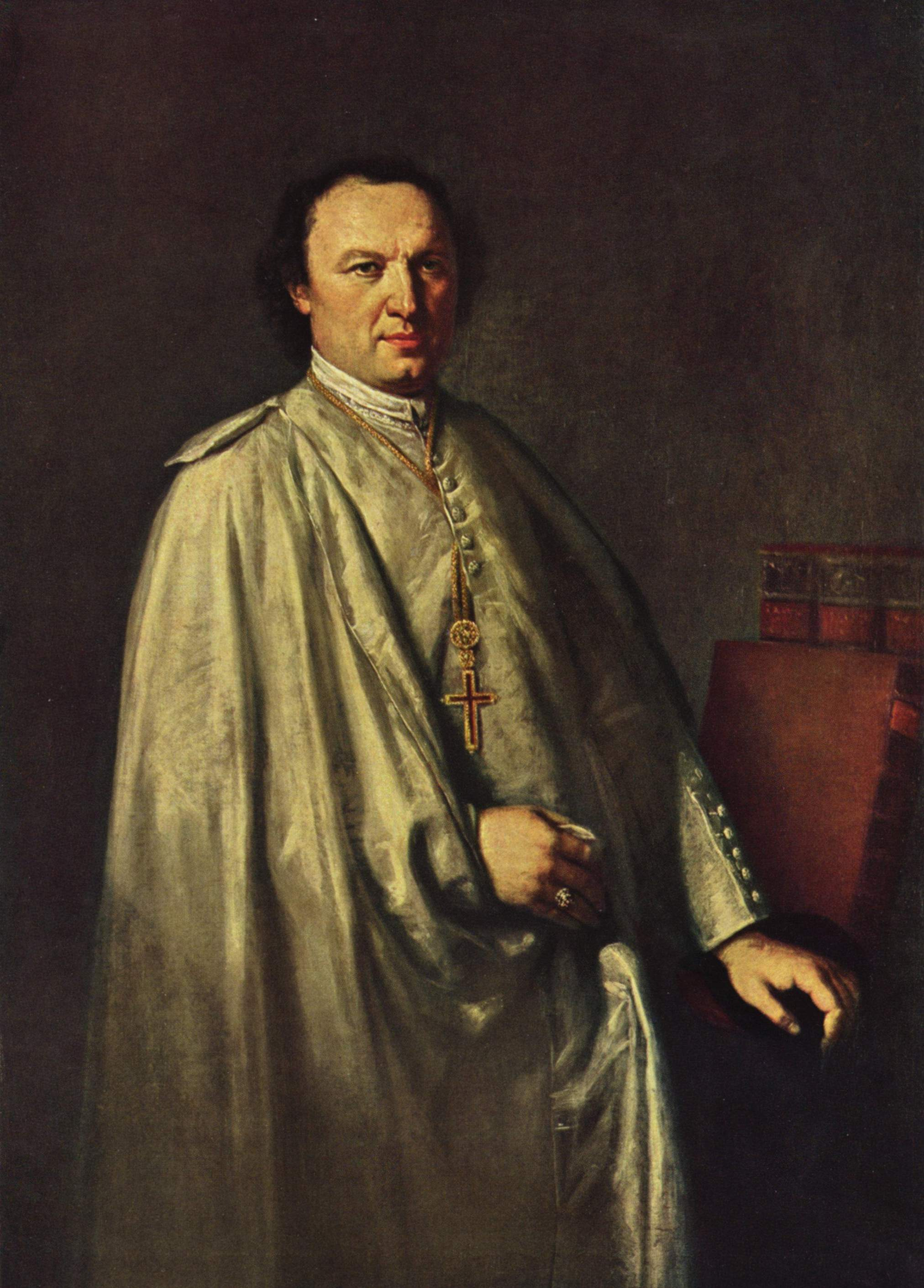
Ritratto di Michael Gilbert, 1790, Alte Pinakothek

Moritz Kellerhoven (Altenrath, 1758 – Monaco di Baviera, 15 dicembre 1830) è stato un pittore tedesco.

## Biografia
Studiò all'Accademia di Düsseldorf con L. Krahe e, successivamente, a Vienna con Heinrich Füger. Lavorò per l'elettore Carlo Teodoro di Baviera a Monaco nel 1784 e qui, nel 1808, diventò primo professore di pittura e "ispettore delle classi di pittura".
Dopo aver sperimentato la pittura di genere e quella storica in giovane età, si dedicò quasi esclusivamente al ritratto. Tra le personalità da lui ritratte, il pittore e museologo Johann Georg von Dillis. Successore ideale di Anton Raphael Mengs, Moritz Kellerhoven fu apprezzato dai contemporanei per la sua accurata descrizione della realtà.